# Daniel Stieglitz

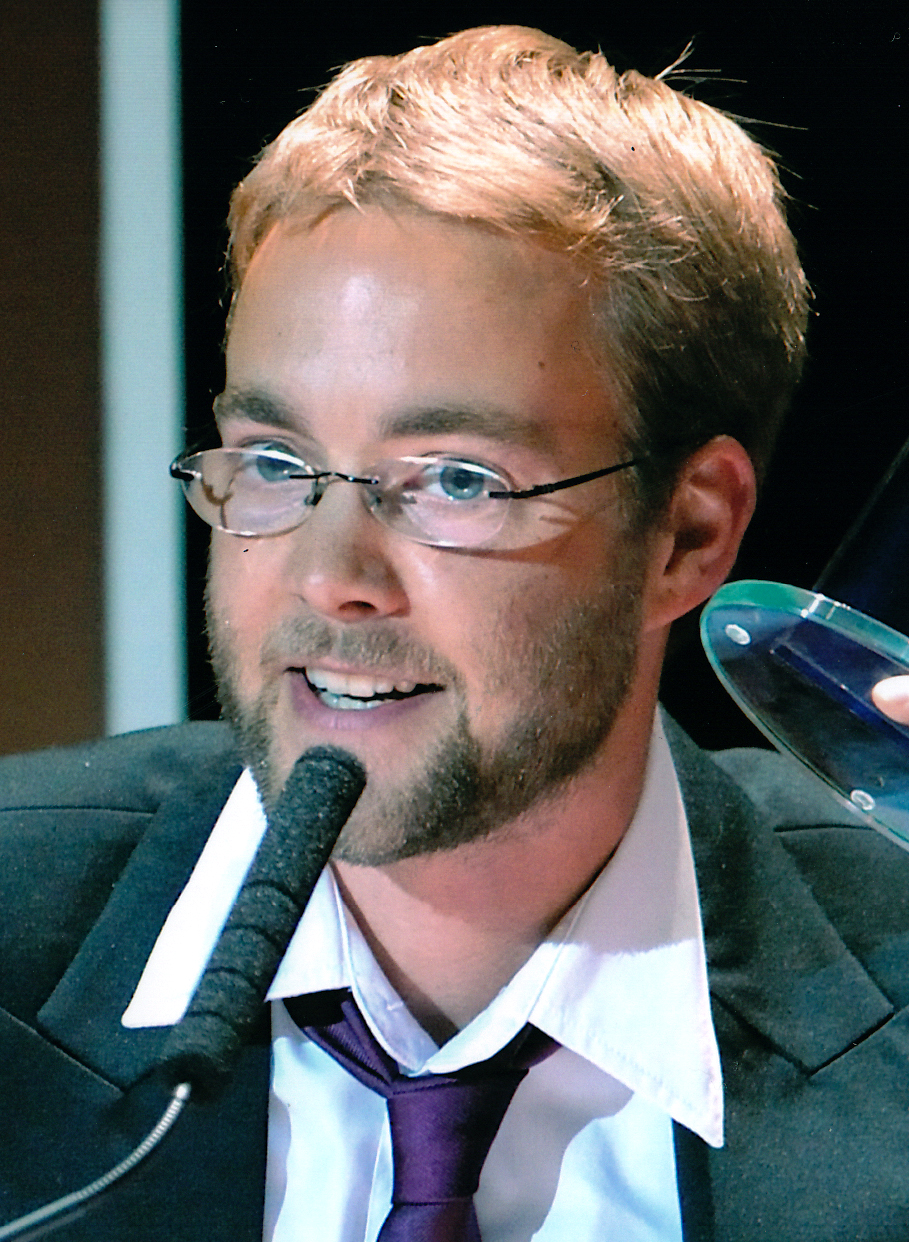
Daniel Stieglitz (2009)

Daniel Stieglitz 2018 at the Eurocature in Vienna

Daniel Stieglitz (* 2. März 1980 in Cham, Oberpfalz) ist ein deutscher Filmregisseur, Drehbuchautor, Autor und Illustrator – insbesondere Karikaturist und Schnellzeichner.

## Leben
Stieglitz studierte von 2000 bis 2008 Animation, Illustration und Film an der Kunsthochschule Kassel bei den Professoren Paul Driessen, Andreas Hykade und Hendrik Dorgathen.
Neben seinem filmischen Schaffen arbeitet er als Storyboardzeichner für nationale und internationale Werbespots und für Kinofilme. 2008 zeichnete er für Uli Edel die Storyboards für den Oscar-nominierten Film Der Baader Meinhof Komplex.
Er zeichnet regelmäßig Erklärvideos für TV-Sendungen, wie das Wissenschafts-Fernsehmagazin Quarks des WDR, Punkt 12 auf RTL oder das Wissensmagazin Galileo auf Pro7.
Seinen ersten Roman Drachen gibt’s nicht (2016) schrieb und illustrierte er zusammen mit dem Improvisationstheater-Kollegen Axel Garbelmann.
Als erster deutscher Karikaturist hat er 2018 auf der ISCA Convention – dem jährlichen internationalen Karikaturistenkongress – in San Diego den Golden Nosey gewonnen. Außerdem hat er, als erster Teilnehmer überhaupt, sieben Mal in Folge den ersten Preis für die beste Karikatur des Jahres gewonnen und ist somit siebenfacher Weltmeister.
Er ist der Erfinder der kostenlosen Online-Plattform Story Ping Pong, wo anhand von zufällig angezeigten Illustrationen Geschichten erzählt werden können - vergleichbar mit dem Würfelspiel Story Cubes.
2020 zeichnete und produzierte er für den MDR im Rahmen der Leipziger Buchmesse eine Reihe von illustrierten Kurzfilmen zu Gedichtklassikern von Johann Wolfgang von Goethe bis Joachim Ringelnatz, unter dem Titel Poesie für den Augenblick.
Nach einigen Auftritten als Schnellzeichner im ZDF Fernsehgarten ist er seit 2022 der Nachfolger von Schnellzeichner Oskar in der Sendung Dalli Dalli.
Daniel Stieglitz lebt und arbeitet in Kassel. Er ist verheiratet und hat zwei Töchter.

## Filmografie
- 2002: Toons Total – animierter Kurzfilm, Regie, Animation, Schnitt, Musik, Produktion
- 2005: Happy End – Jede Geschichte braucht ein Ende, Regie, Drehbuch, Schnitt, Produktion
- 2006: Fliegen und Fallen, Regie, Drehbuch, Schnitt, Produktion
- 2006: Zeitungsreise, Regie, Drehbuch, Schnitt, Produktion
- 2007: Kleine Annabelle, Schnitt
- 2009: Spielzeugland Endstation, Regie, Drehbuch, Schnitt, Produktion
- 2012: Nein, Aus, Pfui! Ein Baby an der Leine, Idee
- 2013: Marzipanmusik, Regie, Drehbuch, Schnitt, Produktion
- 2021: Poesie für den Augenblick, (10 Kurzfilme) Regie, Illustration, Schnitt[16]

## Bücher (Auswahl)

### SWR1-Hits & Storys-Reihe
- Mein Jahr 2021 mit SWR1 Hits & Storys - Illustrator. Frech: 2020, ISBN 978-3-9819819-6-4
- Mein Jahr 2022 mit SWR1 Hits & Storys - Illustrator. Frech: 2021, ISBN 978-3-949183-04-1

### Luis und Lena-Reihe
- Luis und Lena - Die Zahnlücke des Grauens - Illustrator. Autor Thomas Winkler. cbj: 2020, ISBN 978-3-570-17749-5
- Luis und Lena - Der Zwerg des Zorns - Illustrator. Autor Thomas Winkler. cbj: 2021, ISBN 978-3-570-17750-1
- Luis und Lena - Die Scherze des Schreckens - Illustrator. Autor Thomas Winkler. cbj: 2022, ISBN 978-3-570-17963-5

### Ziemlich beste Brüder-Reihe
- Donnie & Jan - Ziemlich beste Brüder. Angriff der Gangster-Kühe - Illustrator. Autorin Sabine Zett. Arena: 2023, ISBN 978-3-401-60675-0
- Donnie & Jan - Ziemlich beste Brüder. Party-Hotspot Hühnerstall - Illustrator. Autorin Sabine Zett. Arena: 2024, ISBN 978-3-401-60676-7

### Natur-Reihe
- Pilze finden! - Illustrator. Autorin Christine Schneider. Verlag Eugen Ulmer: 2010, ISBN 978-3-8001-6920-7
- Beeren finden! - Illustrator. Autorin Christine Schneider. Verlag Eugen Ulmer: 2011, ISBN 978-3-8001-7660-1
- Heilpflanzen finden! - Illustrator. Autor Rudi Beiser. Verlag Eugen Ulmer: 2012, ISBN 978-3-8001-7734-9
- Wildkräuter finden! - Illustrator. Autorin Christine Schneider. Verlag Eugen Ulmer: 2012, ISBN 978-3-8001-7735-6
- Wild- und Heilkräuter, Beeren und Pilze finden - Illustrator. Autoren Christine Schneider, Rudi Beiser, Maurice Gliem. Verlag Eugen Ulmer: 2019, ISBN 978-3-8186-0828-6

### Einzeltitel
- Kritzelblock Kassel - Illustrator und Autor. Verlag Kasseler Perspektiven 2015, ISBN 978-3-9816046-8-9
- Drachen gibt's nicht - Illustrator. Autoren Daniel Stieglitz und Axel Garbelmann. Volk Verlag 2016, ISBN 978-3-86222-203-2
- Elli ist schlecht drauf - Autor. Mit Illustrationen von Jens Bösche. Kindle direct Publishing 2017.
- Was mich ärgert, entscheide ich - Illustrator. Autor Philipp Karch. BusinessVillage 2019, ISBN 978-3-86980-442-2
- Die Schnecke Schnellrakete - Illustrator. Autor Hans T. Tafner. Verlag Denkmayr 2010, ISBN 978-3-902814-50-0
- Jolly Old Elf: The Art of Santa H. Claus - Illustrator. Autor Doug Nunn 2020, ISBN 978-1-7358913-0-9

## Auszeichnungen

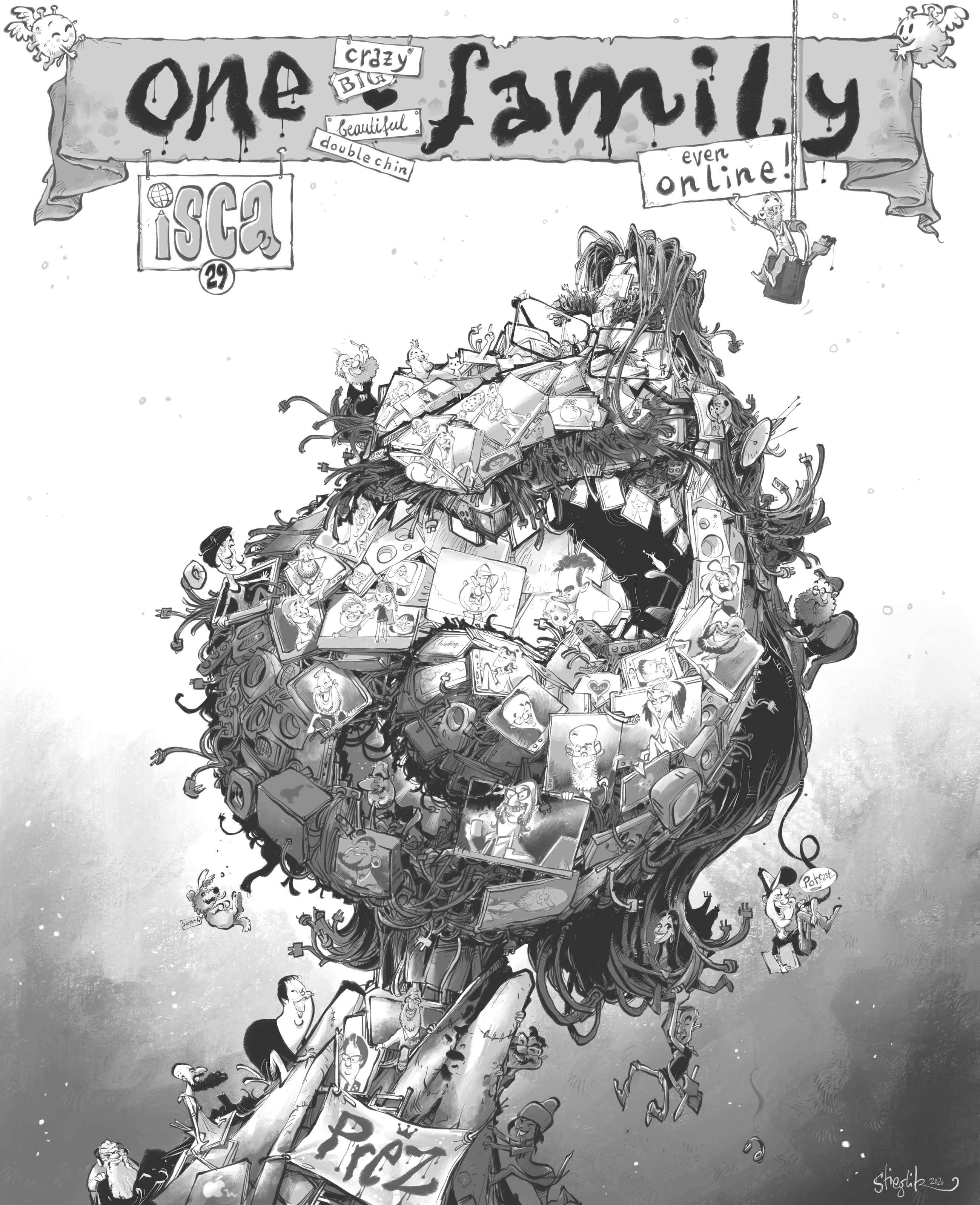
ONE FAMILY - by daniel stieglitz for ISCA Con 2020 - Mailbox Mayhem

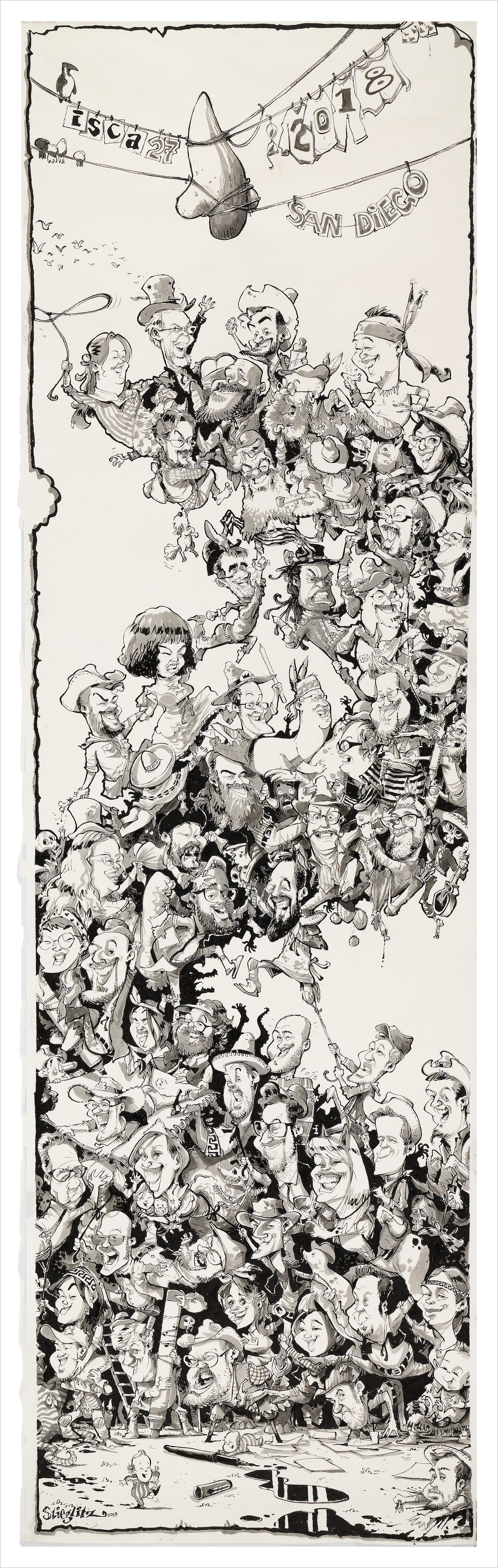
Golden nosey rush - daniel stieglitz - panorama caricature - golden nosey winner

- 2025 1. Platz für Caricaturist of the Year beim Japan Grand Prix in Tokio
- 2025 1. Platz für Caricature of the Year beim Japan Grand Prix in Tokio[17][18]
- 2024 1. Platz für Best Caricature of the Year auf der ISCA Con 33 in Kissimmee Florida[19]
- 2024 Bronce Nosey - 3. Platz für Third Best Caricature Artist of the Year auf der ISCA Con 2024 in Kissimmee Florida
- 2023 1. Platz für Best Caricature of the Year auf der ISCA Con 32 in Los Angeles[20]
- 2023 Bronce Nosey - 3. Platz für Third Best Caricature Artist of the Year auf der ISCA Con 2023 in Los Angeles[21]
- 2023 Silver World Humor Award - Italien[22]
- 2022 1. Platz für Best Caricature of the Year auf der ISCA Con 31 in Orlando[23]
- 2022 1. Platz für Outstanding Group Composition auf der ISCA Con 31 in Orlando
- 2022 Klaus Dill-Preis[24]
- 2022 Bronce World Humor Award - Italien[25][26]
- 2021 1. Platz für Best Caricature of the Year auf der ISCA Con 2021 in Las Vegas[27][28][29]
- 2021 Silver Nosey - 2. Platz für Second Best Caricature Artist of the Year auf der ISCA Con 2021 in Las Vegas
- 2021 1. Platz für Outstanding Group Composition auf der ISCA Con 2021 in Las Vegas
- 2021 1. Platz für Best Live Event Style auf der ISCA Con 2021 in Las Vegas
- 2020 1. Platz für Best Caricature of the Year auf der ISCA Con 2020 MAILBOX MAYHEM[30][31]
- 2020 1. Platz für Outstanding Group Composition auf der ISCA Con 2020 MAILBOX MAYHEM
- 2019 1. Platz für Best Caricature of the Year auf der ISCA Con 2019 in Memphis (Tennessee)[32][33]
- 2019 1. Platz für Outstanding Group Composition auf der ISCA Con 2019 in Memphis (Tennessee)
- 2019 1. Platz für Outstanding Body Situation auf der ISCA Con 2019 in Memphis (Tennessee)
- 2019 1. Platz und eine Eurocat für Best Traditional Art auf der Eurocature 2019 in Wien[34]
- 2019 1. Platz und eine Eurocat für Best Political Caricature auf der Eurocature 2019 in Wien[35]
- 2018 Golden Nosey für Best Caricature Artist of the Year auf der ISCA Con 2018 in San Diego
- 2018 1. Platz für Best Caricature of the Year auf der ISCA Con 2018 in San Diego[36]
- 2018 1. Platz für Outstanding Group Composition auf der ISCA Con 2018 in San Diego
- 2018 1. Platz für Outstanding Body Situation auf der ISCA Con 2018 in San Diego
- 2018 3. Platz für Black and White Technique auf der ISCA Con 2018 in San Diego
- 2018 1. Platz für Rookie of the Year auf der ISCA Con 2018 in San Diego
- 2018 1. Platz für Best 'Theme' Work'  auf der Montmartre Minicon Eindhoven
- 2018 1. Platz für Best Likeness Caricature auf der Montmartre Minicon Eindhoven
- 2018 1. Platz für Most Inspiring Work auf der Montmartre Minicon Eindhoven
- 2018 1. Platz für Overall Best Work auf der Montmartre Minicon Eindhoven
- 2018 1. Platz für Best Traditional Caricature auf der Eurocature 2018[37]
- 2009 Hessischer Filmpreis in der Kategorie Bester Hochschulfilm für Spielzeugland Endstation[38][39]
- 2008 Prädikat „wertvoll“ für Spielzeugland Endstation
- 2007 2. Preis für Zeitungsreise beim eDIT Film Festival
- 2006 Förderpreis des Landesfilmdienstes Rheinland-Pfalz für Fliegen und Fallen
- 2006 Prädikat „wertvoll“ für Fliegen und Fallen
- 2006 2. Platz für Fliegen und Fallen bei der Visinale 06
- 2006 Publikumspreis für Fliegen und Fallen auf dem Film Festival Oldenburg
- 2006 Bester Kurzfilm für Fliegen und Fallen auf dem 7. Toti Film Festival Maribor
- 2005 Bester Debütfilm für Happy End – Jede Geschichte braucht ein Ende auf dem internationalen Independent Film Festival Brüssel
- 2001 Rundgangspreis der Kunsthochschule Kassel für das Comic Dante (zusammen mit Nic Klein und Michael Meier)

## TV-Auftritte
- 2013: 4 Hochzeiten und eine Traumreise, VOX (Auftritt als Hochzeitszeichner)
- 2017, 2018, 2020, 2022: ZDF Fernsehgarten, ZDF (4 Auftritte als Schnellzeichner)[40]
- 2017: Wähl mich!, ZDF (3 Auftritte als Karikaturist)[41]
- 2018: hessenschau, hr (1 Auftritt)
- 2019: RTL Regional, RTL (1 Auftritt)
- 2021: RTL Hessen, RTL (1 Auftritt)[42]
- seit 2022: Dalli Dalli, ZDF (2 Auftritte als Schnellzeichner)[43]
- 2023, 2024: ARD-Buffet, ARD (2 Auftritte: Mini-Zeichenkurs & Wimmelbild)[44][45]
- 2024: Frag doch mal die Maus, ARD (1 Auftritt als Karikaturist)
- 2024: Tigerenten Club, ARD und KiKA (1 Auftritt als Zeichner)[46][47]
- 2024: BINGO! – Die Umweltlotterie, NDR (1 Auftritt als Schnellzeichner)
- 2025: YOUは何しに日本へ？ (Why Did You Come to Japan?) - TV Tokyo[48]
- 2025: maintower, Hessischer Rundfunk (Auftritt als Schnellzeichner)[49]
- 2025: hallo hessen, Hessischer Rundfunk (Studiogast Live Karikaturist)[50]